# Reacción de Sakurai
La reacción de Sakurai (también conocida como reacción de Hosomi-Sakurai) es la reacción química en donde se parte de un compuesto con un carbono electrofílico (comúnmente de una cetona) y se le hace reaccionar con alil silanos por catálisis con ácidos de Lewis fuertes. Se asignó el nombre por los químicos Akira Hosomi y Hideki Sakurai.
La activación del ácido de Lewis es esencial para completar la reacción. Ácidos de Lewis fuertes tales como el tetracloruro de titanio, el trifluoruro de boro, el tetracloruro de estaño, y AlCl(Et)2 son efectivos en la promoción de la reacción Hosomi. La reacción es un tipo de intercambio de un alilo electrofílico con la formación de un carbocatión intermediario β-sililo. La fuerza motriz de la reacción es la estabilización de dicho carbocatión por el efecto del silicio β.
La reacción se ha aplicado en una reacción de Sakurai-Prins-Ritter de componentes múltiples utilizándose una reacción de Prins en el segundo paso y una reacción Ritter en el tercer paso:
La reacción de Hosomi-Sakurai se puede realizar en una amplia gama de grupos funcionales. Se requiere un carbono electrofílico activado por un ácido de Lewis. A continuación se muestra una lista de tres diferentes grupos funcionales que pueden ser utilizados en la reacción Hosomi-Sakurai.

## Mecanismo
El mecanismo propuesto para la reacción de Hosomi-Sakurai con una cetona se muestra a continuación. Los mecanismos para todas las reacciones Hosomi Sakurai-siguen el mismo principio general de que un ácido de Lewis fuerte se activa un carbono electrofílico, el cual sufre a continuación un ataque nucleofílico por parte de los electrones del silano alílico.

## Efecto de estabilización del β-Silicio
Como se muestra en el mecanismo, la reacción de Hosomi-Sakura procede a través de un carbocatión secundario intermedio. Los carbonationes secundarios son inherentemente inestables, sin embargo el efecto del β-silicio estabiliza al carbocatión. El silicio es capaz de donar un orbital p vacío, y por lo tanto es compartido con ambos carbonos. Esto estabiliza la carga positiva de más de 3 orbitales. Otro factor que influye para el efecto del β-silicio es  la hiperconjugación de este. Esta interacción es esencial para la reacción a llegar a su finalización.